# غاي رودجرز
غاي رودجرز (بالإنجليزية: Guy Rodgers) مواليد 01 سبتمبر 1935 في فيلادلفيا - الوفاة 19 فبراير 2001، كان لاعب كرة سلة أمريكي بدأ مسيرته الاحترافية في سنة 1958. بلغ طوله 6 قدم 0 بوصة (1.8 م). اعتزل اللعب في 1970.

## الحياة الشخصية
توفي رودجرز بتاريخ 19 فبراير عام 2001 عن عمر يناهز 65 عامًا إثر إصابته بنوبة قلبية. وترك وراءه ابنيه توني ومارك وابنته نيكول. قال جون ماكجلوكلين، محلل كرة السلة التلفزيوني وزميل رودجرز في نادي ميلووكي: "لا شك أن جاي رودجرز كان أفضل ممرر لعبت معه أو ضده. كان بيت مارافيتش قريب، لكن غاي كان أفضل. لقد جعل كل لعبة مثيرة".

## فرق لعب لها
- شيكاغو بولز
- سكرامنتو كينغز
- ميلووكي باكز

## وصلات خارجية
- قاي رودجرز على موقع إن بي أي (الإنجليزية)
- قاي رودجرز على موقع سبورتس رفرنس (الإنجليزية)
- قاي رودجرز على موقع كلية كرة السلة في سبورتس رفرنس.كوم (الإنجليزية)
- قاي رودجرز على موقع ريلجم (الإنجليزية)
- قاي رودجرز على موقع بروبوليرز (الإنجليزية)